# Yvette Fontaine

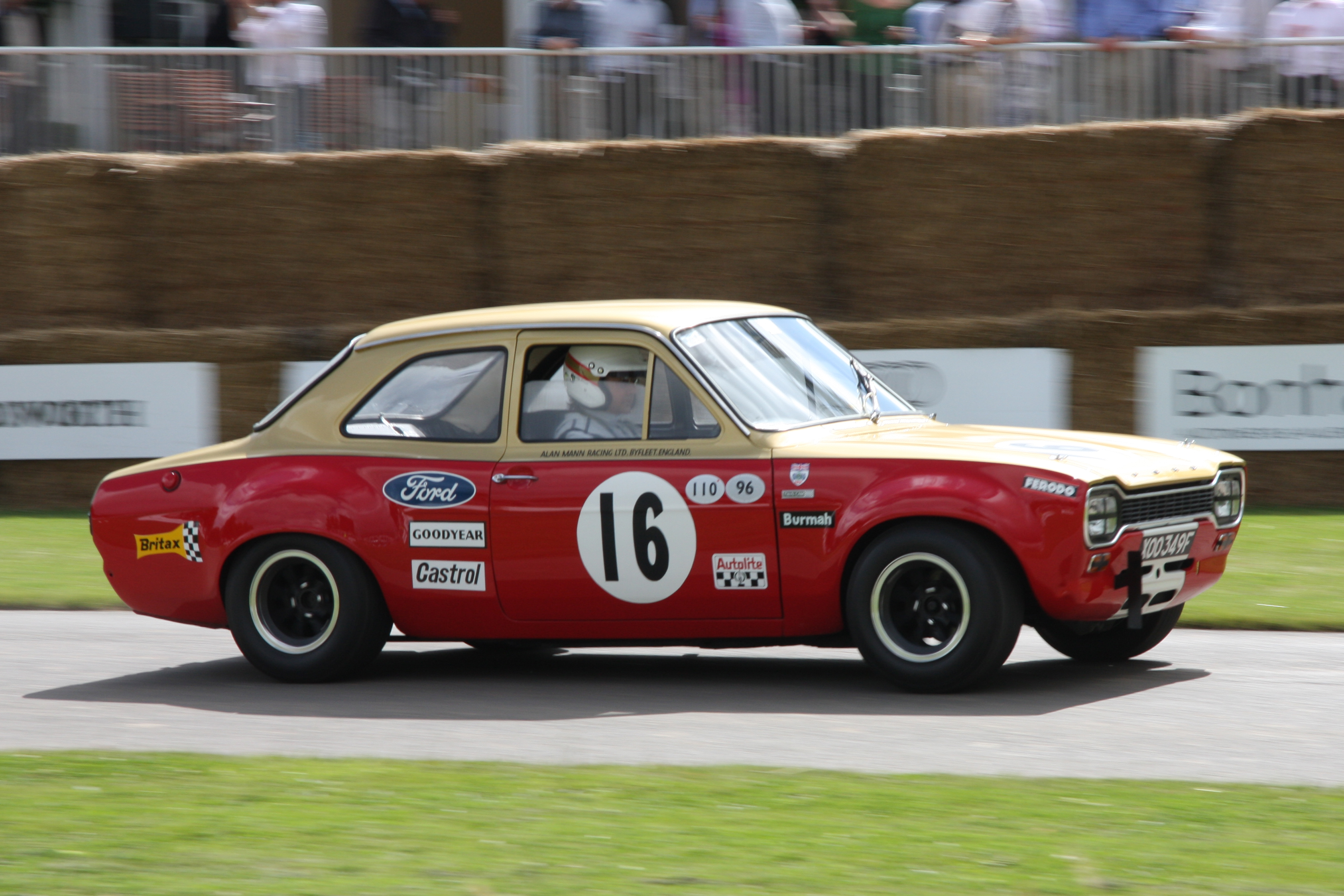
Ford Escort, wie ihn Yvette Fontaine 1970 fuhr

Yvette Fontaine (* 3. Juni 1946 in Hasselt) ist eine ehemalige belgische Autorennfahrerin.

## Karriere im Motorsport
Yvette Fontaine wuchs mit ihren Eltern in der Nähe der Rennstrecke von Zolder auf und kam so früh mit dem Motorsport in Berührung. Wann immer es möglich war und es eine Veranstaltung auf dem knapp vier Kilometer langen Rundkurs gab, war Fontaine im Teenageralter als Zuschauerin zugegen. Nach Versuchen im Kartsport bestritt sie 1964 im Alter von 18 Jahren ihre erste Rallye. 
1966 stieg sie in den Tourenwagensport ein und fuhr in der belgischen Meisterschaft einen Alfa Romeo Giulia Ti Super 1600. Im selben Jahr bestritt sie ihr erstes 24-Stunden-Rennen von Spa-Francorchamps, das sie als 19. der Gesamtwertung beendete. 1969 wechselte sie von Alfa-Romeo-Modellen zu Ford, wo sie einen Vertrag bei Ford Belgien erhielt. Auf einem Ford Escort 1300 GT (1969 kam für einige Rennen auch ein Ford Lotus Cortina zum Einsatz) sicherte sie sich 1969 und 1970 die Gesamtwertung der belgischen Tourenwagen-Meisterschaft. Bis heute ist sie die einzige Frau, die diese Meisterschaft für sich entscheiden konnte.
Ihr größter internationaler Erfolg war der zweite Rang beim 24-Stunden-Rennen von Spa-Francorchamps 1975. Partner im BMW 3.0 CSi war ihr Landsmann Noël van Assche; das Rennen gewannen die Markenkollegen Jean Xhenceval, Pierre Dieudonné und Hughes de Fierlant. 
Zweimal war Fontaine auch beim 24-Stunden-Rennen von Le Mans am Start, wobei die reinen Damenteams beide Male erfolgreich waren. 1974 gab es mit dem 17. Endrang auch den Sieg in der Klasse für Sportwagen bis 2-Liter-Hubraum; 1975 wurde sie Gesamtelfte.

## Statistik

### Le-Mans-Ergebnisse
| Jahr | Team                  | Fahrzeug               | Teamkollege           | Teamkollege     | Platzierung             | Ausfallgrund |
| ---- | --------------------- | ---------------------- | --------------------- | --------------- | ----------------------- | ------------ |
| 1974 | Ecurie Seiko          | Chevron B23            | Christine Beckers     | Marie Laurent   | Rang 17 und Klassensieg |              |
| 1975 | Anne-Charlotte Verney | Porsche 911 Carrera RS | Anne-Charlotte Verney | Corinne Tarnaud | Rang 11                 |              |